# Бис(триметилсилил)амид лития
Бис(триметилсилил)амид лития (Lithium hexamethyldisilazide — LiHMDS) — химическое соединение с формулой LiN[(CH3)3Si]2. Образует бесцветные кристаллы, разлагается на воздухе с самовоспламенением, стабилен в инертной атмосфере.
Растворяется в инертных органических растворителях.

## Получение
- Реакция гексаметилдисилазана и раствора н-бутиллития в пентане:

{\displaystyle {\mathsf {[(CH_{3})_{3}Si]_{2}NH+C_{4}H_{9}Li\ {\xrightarrow {}}\ LiN[(CH_{3})_{3}Si]_{2}+C_{4}H_{10}}}}

## Применение
Применяется в органическом синтезе в качестве ненуклеофильного основания для получения литийорганических соединений.